# Daniela Bianchi
Daniela Bianchi (ur. 31 stycznia 1942 w Rzymie) – włoska aktorka, znana z występu w roli dziewczyny Jamesa Bonda w filmie Pozdrowienia z Rosji (From Russia With Love, 1963).
Swoją filmową karierę rozpoczęła w 1958. Pracowała też jako fotomodelka i grywała małe role. W 1960 reprezentowała Włochy na wyborach Miss Universum w Miami Beach na Florydzie i zajęła tam drugie miejsce. W Pozdrowieniach z Moskwy wystąpiła jako agentka KGB Tatiana Romanova zakochująca się w Jamesie Bondzie. Jej głos był dubbingowany przez Barbarę Jefford z powodu silnego włoskiego akcentu. W 1970 wycofała się z branży filmowej. W 2012 wystąpiła w filmie dokumentalnym pt. We're Nothing Like James Bond jako ona sama.

## Filmografia
- Na wypadek nieszczęścia (1958)
- Doktor Kildare (1961)
- Una domenica d'estate (1962)
- Les demons de minuit (1962)
- Pozdrowienia z Rosji (1963)
- Tygrys lubi świeże mięso (1964)
- Slalom (1965)
- Missione speciale Lady Chaplin (1966)
- Parasol (1966)
- Zarabanda bing bing (1966)
- Brudni bohaterowie (1967)
- Requiem per un agente segreto (1967)
- O.K. Connery (1967)
- Troppo per viviere... poco per morire (1967)
- Scacco internazionale (1968)